# Решица (футбольний клуб)
Муніципальний спортивний клуб «Сколар Решица» (рум. Clubul Sportiv Municipal Școlar Reșița) — румунський футбольний клуб з Решиці, заснований у 1926 році. Виступає у Лізі ІІІ. Домашні матчі приймає на стадіоні «Стадіонул Мірча Чіву», місткістю 12500 глядачів.

## Досягнення
- Ліга I
  - Чемпіон: 1930–31
  - Віце-чемпіон: 1931–32
- Ліга II
  - Чемпіон: 1937–38, 1971–72, 1991–92, 1996–97
  - Віце-чемпіон: 1948–49, 1961–62, 1962–63, 1963–64, 1967–68
- Ліга III
  - Чемпіон: 1936–37
  - Віце-чемпіон: 2016–17, 2017–18
- Ліга IV
  - Чемпіон: 2015–16
- Кубок Румунії
  - Володар: 1954.